# Indische Badmintonmeisterschaft 1999/2000
Die Indische Badmintonmeisterschaft der Saison 1999/2000 fand Ende Februar 2000 in Kochi statt. Es war die 64. Austragung der nationalen Titelkämpfe im Badminton in Indien.

## Finalergebnisse
| Disziplin    | Sieger                           | Finalist                      | Ergebnis           |
| ------------ | -------------------------------- | ----------------------------- | ------------------ |
| Herreneinzel | Pullela Gopichand                | Abhinn Shyam Gupta            | 15-11, 15-6        |
| Dameneinzel  | Aparna Popat                     | B. R. Meenakshi               | 11-6, 11-1         |
| Herrendoppel | Markose Bristow Vijaydeep Singh  | Vincent Lobo Jaseel P. Ismail | 7-15, 15- 4, 15-10 |
| Damendoppel  | Madhumita Bisht P. V. V. Lakshmi | Jwala Gutta Shruti Kurien     | 15-3, 15-8         |
| Mixed        | Jaseel P. Ismail Manjusha Kanwar | Rajeev Bagga Madhumita Bisht  | 15-10, 7-15, 15-8  |